# Střezimíř (železniční zastávka)
Střezimíř je obvod železniční stanice Červený Újezd u Votic na trati Praha – České Budějovice vymezený od vjezdových návěstidel 1L a 2L před jižním portálem tunelu Mezno k cestovým návěstidlům Lc1a a Lc2a před kolejovým rozvětvením stanice. V obvodu se nacházejí v km 100,920 poblíž severního portálu tunelu Mezno dvě nástupiště severovýchodně od stejnojmenné obce, avšak na katastru obce Stupčice v okrese Benešov ve Středočeském kraji. Z hlediska cestujících jde však de facto o zastávku. Tato nahrazuje dřívější stejnojmennou stanici, která byla změněna na železniční muzeum.
Zastávka byla stavebně dokončena k 1. červenci 2022 v rámci zprovoznění přeložky tratě mezi Voticemi a Sudoměřicemi u Tábora, ale vzhledem k přetrvávajícímu jednokolejnému provozu v úseku Votice – Červený Újezd u Votic byly přes prázdninové měsíce všechny osobní vlaky nahrazeny náhradní autobusovou dopravou. Vlaky zde začaly zastavovat se zavedením dvojkolejného provozu na celé přeložce od 1. září 2022.

## Uspořádání
V obvodu Střezimíř se nenacházejí žádné výhybky, pouze vjezdová návěstidla 1L a 2L, odjezdová návěstidla S1a a S2a a cestová návěstidla Lc1a a Lc2a. Dále je obvod stanice vybaven dvěma vnějšími nástupišti výšky 550 mm nad temenem kolejnice a podchodem s rampami pro bezbariérový přístup. Nástupiště u první koleje je dlouhé 185 m, u druhé 90 m. Obě nástupiště jsou osazena přístřešky pro cestující.